# Marçay (Vienne)
Marçay is een gemeente in het Franse departement Vienne (regio Nouvelle-Aquitaine) en telt 959 inwoners (2010). De plaats maakt deel uit van het arrondissement Poitiers.

## Geografie
De oppervlakte van Marçay bedraagt 30,1 km², de bevolkingsdichtheid is 23,1 inwoners per km².
De onderstaande kaart toont de ligging van Marçay (Vienne) met de belangrijkste infrastructuur en aangrenzende gemeenten.

## Demografie
Onderstaande figuur toont het verloop van het inwonertal (bron: INSEE-tellingen).